# Massacre de Marikana
La massacre a Marikana va ser un enfrontament, el dia 16 d'agost de 2012 entre miners de l'empresa Lonmin Platinum i la policia, provocant 34 morts i 250 ferits, a la província del Nord-oest de Sud-àfrica, a Rustemburg, a 100 km de Johannesburg.
El divendres 10 d'agost van començar les protesta mitjançant una vaga que reclamava millors condicions laborals i salarials. El diumenge 12 d'agost es van produir enfrontaments entre manifestants de diferents sindicats miners i de la construcció i van morir 10 persones. El dijous 16 d'agost de 2012, la policia va reprimir els manifestants amb munició, deixant un saldo de 34 morts.